# Stellenbosch FC
El Stellenbosch FC es un equipo de fútbol de Sudáfrica que juega en la Premier Soccer League, la primera categoría de fútbol en el país.

## Historia
Fue fundado en agosto del año 2016 en la ciudad de Stellenbosch luego de que el comité ejecutivo de la Premier Soccer League aprobara la mudanza del Vasco da Gama de la Primera División de Sudáfrica de Ciudad del Cabo a Stellenbosch, así como el nuevo nombre a Stellenbosch Academy of Sport. El 28 de agosto de ese mismo año juega su primer partido oficial ante el Mthatha Bucks FC que perdieron 1-3.
En agosto de 2018 el club pasa a llamarse Stellenbosch FC, y en la temporada de 2018/19 es campeón de la Primera División de Sudáfrica y logra por primera vez el ascenso a la Premier Soccer League luego de empatar 0-0 contra el Maccabi FC.

## Palmarés
- Carling Cup (Copa de la liga): 1 (2023)
- Primera División de Sudáfrica (Segundo nivel):  1

2018/19